# Transformers: The Headmasters
Transformers Transformers: Supergod Master Force
Transformers : The Headmasters (トランスフォーマー ザ★ヘッドマスターズ, Toransufōmā: Za Heddomasutāzu) est une série télévisée d'animation de science-fiction japonaise en 35 épisodes de 24 minutes, produite par les studios Toei Animation et diffusée du 3 juillet 1987 au 25 mars 1988 sur Nippon TV puis sur STAR TV.
Cette série est une suite à la série originale Transformers dont elle remplace la quatrième saison. Elle est inédite dans tous les pays francophones.

## Synopsis
Les Decepticons et les Autobots s'allient dans cette série avec des humanoïdes extraterrestres, les Nébulans, qui, à la suite d'expériences génétiques, peuvent fusionner avec les robots. Ils forment la tête des Transformers.

## Personnages

### Autobots
- Rodimus Prime : chef suprême après la deuxième mort d'Optimus Prime
- Optimus Prime : chef suprême
- Ultra Magnus : sous-chef, commandant d'Autobot Ville
- Cerebros : commandant des Headmasters, sous-chef des Autobots après la mort d'Ultra Magnus ; se transforme en la tête de Fortress Maximus
- Fortress Maximus chef suprême des Autobots après le départ de Rodimus Prime
- Arcee : femme guerrier
- Blaster/Twincast : transmissions
- Jazz : saboteur, opérations spéciales
- Le fantôme d'Alpha Trion : mécanicien, gardien du AllSpark
- Blurr : coursier informatique
- Kup : guerrier chevronné

### Decepticons
- Galvatron : chef suprême des decepticans
- Le fantôme de Starscream : influenceur de Scorponok pour se débarrasser de Galvatron
- Scorponok : chef suprême des decepticans après la mort de Galvatron
- Cyclonus : sous-chef des decepticans
- Scourge : chef des raseurs
- Six Shot : Deceptican puis Autobot
- Soundwave/Soundblaster (en) : ingénieur des Decepticans
- Predaking : fusion des Predacans
- Abominus : fusion des Terrocans
- Bruticus : fusion des Combaticans

## Voix japonaises
- Hideyuki Hori : Chromedome
- Ikuya Sawaki : Fortress Maximus
- Masato Hirano : Hardhead
- Ryōichi Tanaka : Brainstorm
- Sanshiro Nitta : Highbrow
- Banjō Ginga : Scorponok/Mega Zarak
- Katsuji Mori : Weirdwolf
- Michihiro Ikemizu : Sixshot
- Naoki Tatsuta : Mindwipe
- Hirohiko Kakegawa : Battletrap, Lambor (Sideswipe), Rabbit Kid (ep 5)
- Hiroya Ishimaru : Hot Rod/Rodimus Prime
- Hiroyuki Satou : Flywheels
- Hōchū Ōtsuka : Big Serow (ep 5), Crosshairs, Runway (Freeway), Ultra Magnus, WingSpan
- Issei Masamune : Narrator, Soundblaster/Soundwave
- Kazue Komiya : Carly Witwicky, Wheelie
- Kazumi Tanaka : Kirk (ep 31), Suiken
- Kazuo Oka : Fastlane, Getsuei, Snapdragon
- Keiichi Nanba : Twincast/Blaster, White Leo (ep 5)
- Keiichi Noda : Shôki/Raiden
- Ken Yamaguchi : Blitzwing, Blurr, Cloudraker, Goldar (ep 5), Silverbolt/Superion, SlugSlinger
- Kōji Totani : Motormaster/Menasor, SkullCruncher
- Masaharu Satō : Alpha Trion, Grimlock, Guren (Hook), Kaen, Punch-Counterpunch, Scourge, Sureshot, Tantrum
- Masashi Ebara : Pounce, Scattershot/Computron, Spike Witwicky
- Masato Hirano : Meister (Jazz)
- Michihiro Ikemizu : Doublecross, Platinum Tiger (ep 5), Triggerhappy
- Osamu Saka : Chaar (Kup), Metroplex
- Sanshiro Nitta : Goldbug, Hound
- Seizō Katō : Devastator, Galvatron
- Tesshō Genda : Convoy (Optimus Prime)
- Tomiko Suzuki : Daniel Witwicky
- Tomomichi Nishimura : Chase, Cyclonus, Misfire, Razorclaw/Predaking, Steeljaw
- Youko Kawanami : Arcee
- Yuji Mikimoto : Apeface, Blanker (Pointblank)

## Épisodes
1. Four Warriors Come Out of the Sky
2. The Mystery of Planet Master
3. Birth of Double Convoy!
4. Operation: Cassette
5. Rebellion on Planet Beast
6. Approach of the Demon Meteorite
7. The Four Million Year Old Veil of Mystery
8. Terror of the Six Shadows
9. Seibertron is in Grave Danger: Part One
10. Seibertron is in Grave Danger: Part Two
11. Scorponok, The Shadow Emperor
12. The Dormant Volcano Mysteriously Erupts
13. Head On, Fortress Maximus
14. Explosion on Mars!! Maximus is in Danger!
15. Explosion on Mars!! Megazarak Appears!
16. The Return of the Immortal Emperor
17. SOS From Planet Sandra
18. The Most Important Thing in the World
19. Battle to the Death on the Beehive Planet
20. Tide-Turning Battle on the False Planet
21. Find Megazarak's Weak Spot
22. Head Formation of Friendship
23. Mystery of the Space Pirate Ship
24. The Death of Ultra Magnus
25. The Emperor of Destruction Vanishes on an Iceberg
26. I Risk My Life for Earth
27. The Miracle Warriors- The Targetmasters: Part One
28. The Miracle Warriors- The Targetmaster: Part Two
29. The Master Sword is in Danger
30. The Zarak Shield Turns the Tide
31. Operation: Destroy the Destrons
32. My Friend Sixshot!
33. Duel on the Asteroid
34. The Final Showdown on Earth: Part One
35. The Final Showdown on Earth: Part Two

## Jeu vidéo
La série a été adaptée en jeu vidéo sur Famicom Disk System en 1987 sous le même titre. Il s'agit d'un run and gun développé et édité par Takara.